# Thinking About You (canción de Elvis Presley)
Thinking About You (Lit. "Pensando en tí") es una canción del género pop y balada country escrita por Tim Baty, uno de los miembros del grupo vocal Voice, grabada y popularizada por Elvis Presley a partir de 1973. Editada originalmente por RCA para el álbum Promised Land y posteriormente como disco sencillo junto a la canción My Boy, este último alcanzó ventas en su momento de alrededor de 200.000 copias y logró posicionarse en el puesto # 20 de la lista de Billboard Hot 100, 

## Grabación y edición
La canción Thinking About You provenía de las sesiones de grabación en los estudios Stax de Memphis, Tennessee en diciembre de 1973. Elvis grabó el tema el día 12 de ese mismo mes. Se trata de una balada con algunos matices de música country donde destacan los arreglos de guitarras y órgano.
Como la compañía RCA había visto que el sencillo lanzado al mercado en el Reino Unido con los temas My Boy /Thinking About You había tenido éxito, logrando My Boy posicionarse en el puesto # 5 de la lista británica de sencillos  al igual que conseguía los primeros puestos de varias listas europeas  RCA entonces decidió hacer lo mismo en USA, 

### Músicos
- Elvis Presley - voz
- James Burton - guitarra eléctrica
- Johnny Christopher, Charlie Hodge - guitarras acústicas
- Norbert Putnam - bajo
- Ronnie Tutt - batería
- David Briggs, Per-Erik Hallin - piano y órgano
- Kathy Westmoreland, Mary (Jeannie) Greene, Mary Holladay, Susan Pilkington - coros femenino
- J.D. Sumner & The Stamps - coros masculino

#### Sobregrabaciones
- Dennis Linde, Alan Rush - guitarras
- Rob Galbraith - percusión
- Bobby Ogdin - piano
- Randy Cullers - órgano
- Ginger Holladay, Mary Holladay, Mary Cain - coros [2]

## Letra
La canción en el clásico contexto de la música country habla de un amor perdido, en el cual el protagonista narra que cuando llamó a su pareja esta no estaba en su casa y eso hizo que se desesperara, por lo cual va a cabalgar al campo sin dejar de pensar en ella, tras lo cual decide tratar de comunicarse con ella una nueva vez, pero cuando arriba a su casa, él la ve partiendo con otro hombre, lo cual le produce una intensa angustia. La narrativa da una vuelta de página y cuenta que pasó un largo tiempo desde aquel día en que el desconsolado protagonista lloró por su amor perdido y que en todo ese tiempo transcurrido él hizo las cosas bien y ha estado anímicamente de la mejor manera posible, pero que durante sus momentos de soledad aún continúa a veces esperando un mensaje por parte de su antigua pareja, repitiendo durante el estribillo que jamás dejó de pensar en ella.  
But I never stopped thinking about you  
Found myself wishing you were there 
Just to be with me, feel the breeze

Sun didn't smile I didn't care 

## Listas
El sencillo "My Boy" / "Thinking About You" logró alcanzar el puesto # 20 de la lista Billboard Hot 100 y permanecer en la lista durante 11 semanas.  La canción por si sola llegó a tener un breve paso por las listas de Rhythm and Blues en 1975, al año siguiente de su edición. 